# Antipedagogika
Antipedagogika je teorie o pedagogice. Zařazuje se k německým výchovným směrům a hnutím v 70. let 20. století. Ty odmítají pedagogické zásahy do vývoje dítěte a kritizují tradiční vztah mezi dospělým a dítětem, zejména rodičovské a výchovné působení. Zasazuje se o rovnost mezi generacemi. Dítě podle antipedagogů nemá být vychováváno, ale podporováno.

## Definice
Na antipedagogiku lze nahlížet ze dvou úhlů.
První je označován jako postpedagogika, která zastává práva dětí. Odmítá manipulativní výchovu, kde by se děti neměly dospělými nechat vychovávat, pouze v nich hledat oporu a pomoc. Soustředí se na hledání nových způsobů interakce mezi učitelem a žáky či rodičem a dítětem.
Druhý směr antipedagogiky je radikálnějšího rázu, tzv. černá antipedagogika. Ta kritizuje všechny vědy o výchově a výchovné teorie, za jejich nepřátelství k dětem. Vytýká jim necitlivé zásahy do vývoje dítěte, přetěžování, ohrožování rozvoje, vzbuzování úzkosti a traumatu. Někteří představitelé dokonce zastávají názor, že samotné školství je nadbytečné a vůči dětem, lidem a životu nepřátelské.

## Vývoj pojmu
Pojem antipedagogika byl poprvé vědecky použit v roce 1974 Heinrichem Kupfferem v jeho stati Antipsychiatrie und Antipädagogik. Zdůrazňovány byly především rozdíly mezi zastánci a odpůrci tohoto pojmu.
Na začátku 70. let 20. století Ekkehard von Braunmühl začal se svými prvními pokusy o zavedení konceptu antipedagogiky do praxe při založení rodičovského sdružení ve Wiesbadenu. O pár let později vydal svoji knihu Antipedagogika – studie o zrušení školství (německy: Antipädagogik – Studien zur Abschaffung der Erziehung).
V 70. letech začal používat pojem také Hubertus von Schoenebeck v užším slova smyslu jako teorii. Později jako výraz pro životní filozofii a způsob života bez manipulativní výchovy. H. von Schoenebeck hledal jiný termín, který by vyjadřoval pozitivní náboj nového obsahu a vnímání výchovy. Na základě dlouholeté praxe s podobným způsobem života s dětmi dospěl počátkem 90. let k pojmu amikace (z latiny amicus: přítel), ve smyslu postpedagogického způsobu života, tedy bez manipulativní výchovy.

## Představitelé

### Postpedagogika
Hubertus von Schoenebeck
- Kinderrechtsbewegung und Deutsches Kindermanifest (1981)
- Jenseits der Erziehung. Grundlagen und Praxisfragen einer erziehungsfreien Lebensführung (1986)
- Amication – Themensammlung (2004)

### Černá antipedagogika
Alice Miller
- Am Anfang war Erziehung (1980)
- Das Drama des begabten Kindes (1994)

Ekkerhard von Braunmühl
- Antipädagogik. Studien zur Abschaffung der Erziehung (1975)
- Was ist antipädagogische Aufklärung? Mißverständnisse, Mißbräuche, Mißerfolge der radikalen Erziehungskritik (1977)
- Zeit für Kinder (1978)
- Der heimliche Generationvertrag (1986)

Heinrich Kupffer
- Antipsychiatrie und Antipädagogik (1974)
- Der Faschismus und das Menschenbild der deutschen Pädagogik (1984)

Katarina Rutschky
- Schwarze Pädagogik: Quellen zur Naturgeschichte der bürgerlichen Erziehung (1977)

## Kritika
Kritici tohoto směru se opírají především o teoretickou analýzu (tj. zkoumání myšlenek bez dat či experimentů) – nelze nevychovávat, každé záměrné působení i nepůsobení dospělého na dítě je výchovou. Dále se opírají i o výzkumy, které se zabývaly negativními důsledky těchto přístupů, například Stanislava Kučerová ve svém výzkumu Chybná východiska a mylné předpoklady antipedagogiky (1999) nebo Zdeněk Helus v knize Vyznat se v dětech (1987).